# Wolfgang Peters
Wolfgang Peters (8. januar 1929 – 22. september 2003) var en tysk fodboldspiller (angriber) hos Borussia Dortmund.
Han spillede i 1957 én kamp for Vesttysklands landshold. Han blev udtaget til VM i 1958 i Sverige, men blev ikke benyttet under turneringen.